# Lake City (Pennsylvanie)
Pour les articles homonymes, voir Lake City.
Lake City est un borough situé dans le comté d'Érié, dans l’État de la Pennsylvanie. En 2010, sa population est de 3 031 habitants.

## Source de la traduction
- (en) Cet article est partiellement ou en totalité issu de l’article de Wikipédia en anglais intitulé « Lake City, Pennsylvania » (voir la liste des auteurs).